# Minuskel 89
Minuskel 89 (in der Nummerierung nach Gregory-Aland), ε 184 (von Soden) ist eine griechische Minuskelhandschrift des Neuen Testaments auf 173 Pergamentblättern (25,5 × 17,6 cm). Die Handschrift ist durch ihr Kolophon auf das Jahr 1289 oder 1290 datiert. Sie ist vollständig.

## Beschreibung
Die Handschrift enthält den Text der vier Evangelien. Er wurde einspaltig mit je 30 Zeilen geschrieben. Die Handschrift enthält Epistula ad Carpianum, Eusebische Tabellen, Prolegomena, Tabellen der κεφαλαια, κεφαλαια, τιτλοι, Ammonianische Abschnitte (Matthäus 359, Markus 241 - 16:20, Lukas 342, Johannes 239), den Eusebischen Kanon, Lektionar-Markierungen und incipits.

## Text
Der griechische Text des Kodex repräsentiert den byzantinischen Texttyp. Kurt Aland ordnete ihn in Kategorie V ein.
Der Text enthält eine große Zahl von Korrekturen und einige einzigartige Textvarianten.

## Geschichte
Im Jahr 1728 schenkte Damianos von Sinope die Handschrift Augustin Gabriel Gehl in Jena.
Sie wurde durch  Gehl und Christian Friedrich Matthäi untersucht.
Der Kodex befindet sich seit 1773 in der Universitätsbibliothek in Göttingen (Cod. Ms. theol. 28 Cim.).